# Milivoje Petrović Blaznavac
Milivoje Petrović Blaznavac (Blaznava, 1824. május 16. – Belgrád, 1873. április 5.) szerb tábornok és miniszterelnök.

## Élete
Fiatalon lépett a hadseregbe, 22 éves korában kapitány, 1848-ban őrnagy lett és része volt a magyarok elleni harcokban. Katonai kiképeztetése végett előbb Bécsbe, aztán Franciaországba ment, ahol a metzi hadiiskolát látogatta. Párizsban Michel Chevalier alatt az államgazdaságtant, Belgiumban a gép- és fegyvergyártást tanulmányozta. Mikor Obrenovics Mihály herceg 1860 szeptemberében a szerb trónra lépett, Blaznavac visszatért hazájába és rögtön hadügyminiszteri kinevezést kapott. Blaznavac Szerbiában katonai intézetet és 80 000 főnyi nemzeti milíciát szervezett. 1868. június 10-én Mihály fejedelmet meggyilkolták, Blaznavac ekkor a kormány élére állt és fenntartotta a rendet az országban. A szkupstina Blaznavacot kinevezte azon bizottság tagjává, mely Milán fejedelem kiskorúsága alatt vezette az ország ügyeit. Mikor Milán 1872. augusztus 22-én nagykorú lett és elfoglalta a szerb trónt, Blaznavacra ruházta az új minisztérium elnökségét, valamint a had- és közlekedésügyi tárcát.